# 카를로스 예라스 레스트레포

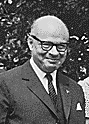

카를로스 예라스 레스트레포(스페인어: Carlos Lleras Restrepo, 1908년 4월 12일 ~ 1994년 9월 27일)는 콜롬비아의 정치인이다. 1966년 8월 7일부터 1970년 8월 7일까지 콜롬비아의 제22대 대통령을 역임했다.
보고타 출신이며 알베르토 예라스 카마르고의 사촌이다. 1930년 콜롬비아 국립 대학교를 졸업했으며 1938년부터 1944년까지 재무부 장관을 세 차례(1938년 ~ 1941년, 1941년 ~ 1942년, 1943년 ~ 1944년)나 역임했다. 1966년 대통령 선거에서 자유당 소속으로 출마하여 당선되었다.

## 역대 선거 결과
| 선거명      | 직책명            | 대수 | 정당            | 득표율 | 득표수      | 결과 | 당락                 |
| ----------- | ----------------- | ---- | --------------- | ------ | ----------- | ---- | -------------------- |
| 1966년 선거 | 콜롬비아의 대통령 | 22대 | 콜롬비아 자유당 | 71.80% | 1,891,175표 | 1위  | 콜롬비아 대통령 당선 |